# Jetstar Japan
Jetstar Japan Co., Ltd. (ジェットスター・ジャパン株式会社 Jettosutā Japan Kabushiki Kaisha?) es una aerolínea de bajo coste japonesa con sede en Tokio. Su base principal es el Aeropuerto Internacional de Narita, con hubs secundarios en Osaka-Kansai y Chūbu-Centrair. Sirve doce destinos, 11 nacionales y 1 internacional, utilizando una flota de 20 aviones Airbus A320.

## Destinos
Jetstar Japan sirve a los siguientes destinos:

## Flota
Jetstar Japan inició operaciones con tres aviones, y hasta octubre de 2013 agregó un avión cada 4-6 semanas. Sin embargo, debido a los retrasos en la apertura de la segunda base en Osaka-Kansai, junto con las restricciones impuestas a la empresa por autoridades japonesas, la compañía detuvo su expansión de la flota en 18 aviones. La expansión continuó en octubre de 2014, con la entrega de 2 nuevos A320.
Su flota se compone de las siguientes aeronaves (a julio de 2023) con una edad promedio de 8,6 años: